# حصار فاماغوستا
كان حصار فاماغوستا هو حصار ناجح على مدينة فاماغوستا التي كانت تسيطر عليها وقتها جمهورية البندقية وكانت المدينة هي
آخر حيازة مسيحية في قبرص. سقطت المدينة على أيدي العثمانيين في أغسطس 1571 بعد حصار استمر قرابة عام.

## الحصار

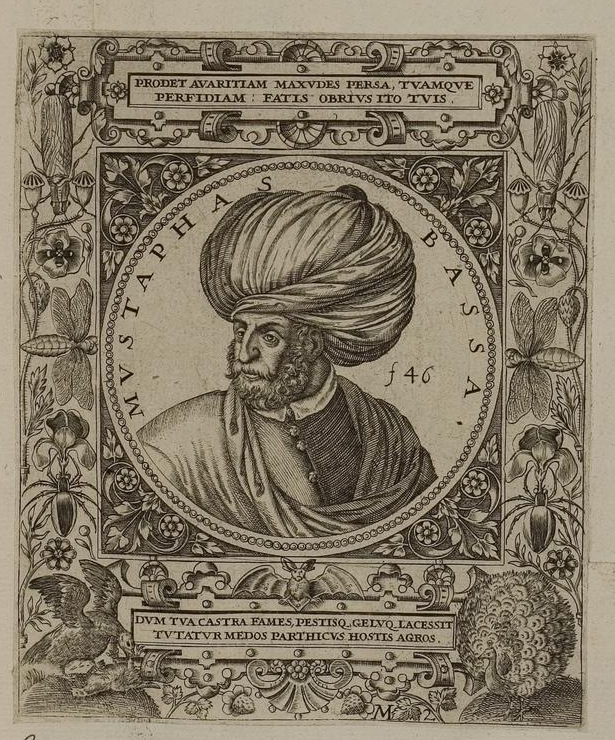
لاله مصطفى باشا

قاد ماركو أنطونيو براجادين الدفاع عن فاماغوستا مع لورنزو تيبولو، قائد بافوس، والجنرال أستوري باجليوني (آخر «حاكم» لقبرص الفينيسية).
استمرت القوات العثمانية في الضغط لمدة أحد عشر شهرًا، بينما قصفت مدفعيتهم بلا هوادة حصون المدينة. وفقًا لمؤرخين البندقية، وقف حوالي 6000 جندي من الحامية ضد حوالي 250.000 تركي مع 1500 مدفع، مدعومين بحوالي 150 سفينة لفرض حصار بحري لدرء أي تعزيزات. ومع ذلك، من المحتمل أن تكون هذه الأرقام مبالغ فيها.
وضعت الحامية المحاصرة في فاماغوستا كفاحًا بطوليًا دام بعيدًا عن أكثر الافتراضات تفاؤلاً، ضد أعداد الأعداء الأكثر تفوقًا ودون أي أمل في المساعدة من الوطن الأم. علاوة على ذلك، كان الأتراك يستخدمون تكتيكات جديدة. امتلأ كامل الحزام من الجدران المحيطة بالمدينة والسهل الخارجي بالتراب حتى قمة التحصينات. في غضون ذلك تم حفر عدد من الأنفاق باتجاه وتحت أسوار المدينة لتقويضها وخرقها.
في يوليو عام 1571، اخترق الأتراك التحصينات في نهاية المطاف واقتحمت قواتهم القلعة، ولم يتم صدهم إلا على حساب خسائر فادحة. مع نفاد المؤن والذخيرة، وعدم وجود أي علامة على إغاثة من البندقية في 1 أغسطس طلب براغادين شروط الاستسلام.
في 2 أغسطس، عقد العثمانيون اتفاقًا مع البندقية. على هذا النحو؛
- سيتم إعادة 50 سجينًا تركيًا كان قد أسرهم الفينيسيون وهم في طريقهم إلى الحج.
- سيتم إرسال العائلات الإيطالية في القلعة إلى جزيرة كريت مع أطفالهم وممتلكاتهم.
- سيتم السماح بجمع خمسة بنادق وثلاثة خيول وعدد صغير من الأسلحة الصغيرة معًا.
- سيتم تخصيص أسطول تركي لأخذهم.
- لن يتم المساس بممتلكات وحياة السكان المحليين في المدينة، وسيتم الاعتراف بحريتهم الدينية، وسيُسمح لهم بالذهاب إلى بلدان أخرى إذا رغبوا في ذلك.

في 5 أغسطس، ظهر قائد القلعة براغادين، مع قادة البندقية الآخرين، أمام لالا مصطفى باشا لتسليم مفاتيح القلعة. في غضون ذلك، واستجابة لطلب لالا مصطفى باشا تسليم 50 سجينًا تركيًا وفقًا للاتفاق، عندها قال القائد براغادين إن هؤلاء الأسرى قُتلوا ليلة إبرام الاتفاق، حكم لالا مصطفى باشا بانتهاك الاتفاقية. وأعدم براغادين وقادة البندقية الآخرون. كما تم توزيع 4000 أسير من البندقية على البحرية التركية كقوة.
عٌين سنان باشا حاكماً لقبرص وحمزة بك رئيساً لسنجق فاماغوستا. بعد اتخاذ الترتيبات للدفاع والإدارة، غادر لالا مصطفى باشا الجزيرة في 15 سبتمبر وتم الترحيب به في إسطنبول باعتباره الفاتح لقبرص.
مع انتهاء حصار فاماغوستا بانتصار الجيش التركي، انتهى الحكم الفينيسي في قبرص، الذي استمر 82 عامًا منذ عام 1489، وبدأ الحكم العثماني الذي استمر حتى عام 1878 لمدة 307 سنة،